# インドにおけるイスラーム

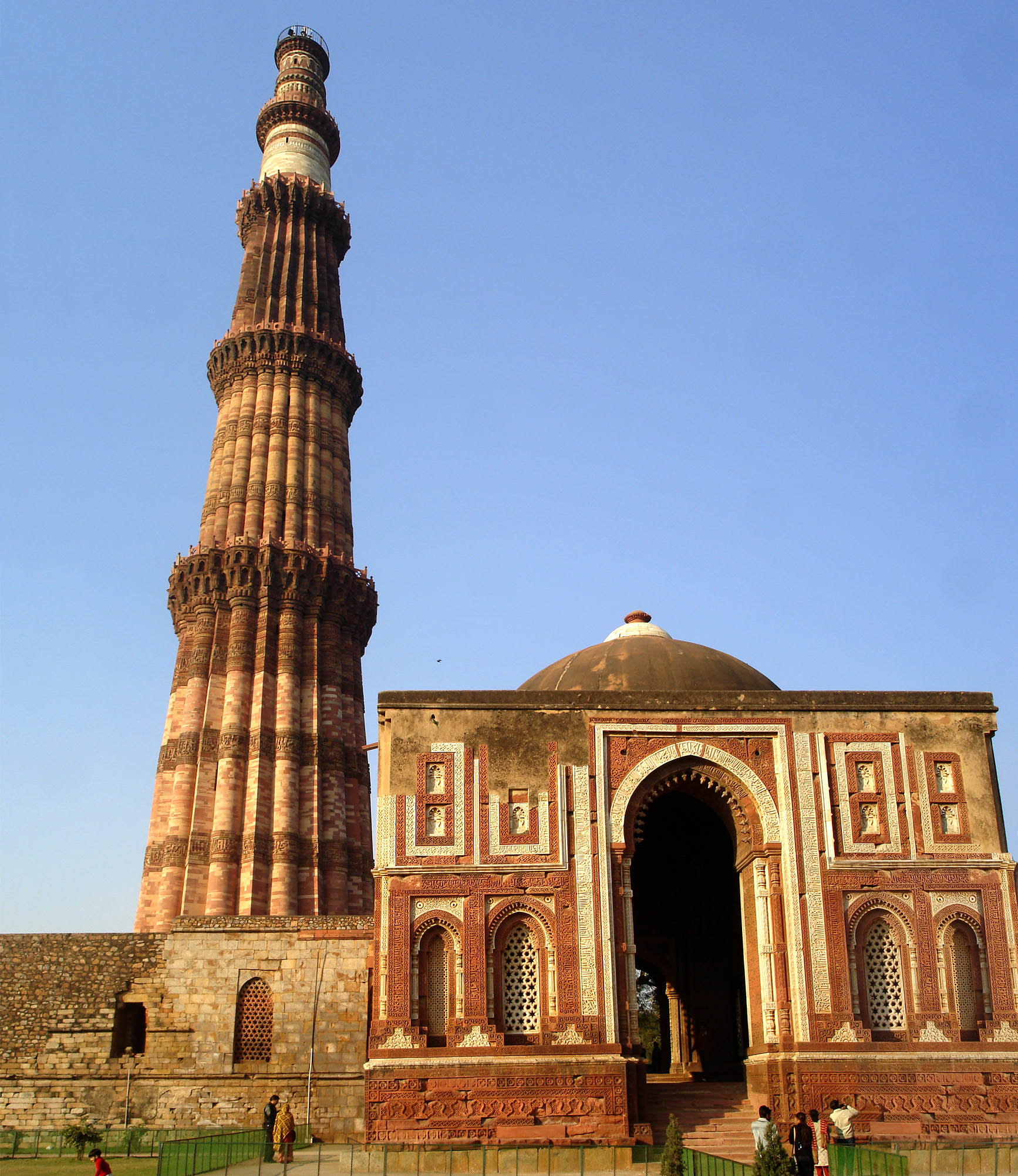
デリーのクトゥブ・ミナール

インドの国旗の下の緑色は、イスラム教を表す。

本項では、インドにおけるイスラーム（イスラム教）やイスラム教徒（ムスリム）について概説する。

## 歴史

### 伝播
インドにイスラム教が伝わったのは7世紀であり、インド西部のマラバール海岸へやって来たアラブ人貿易商がその役割を担ったとされる。

### イスラームと仏教
12世紀のイスラーム勢力の侵攻によってインド仏教勢力は壊滅した（インドにおける仏教の弾圧）。

### インドにおけるイスラーム王朝
- デリー・スルターン朝（1206年 - 1526年）北インドのイスラーム王朝。奴隷王朝、ハルジー朝、トゥグルク朝、サイイド朝、ローディー朝がある。
- ムガル帝国（1526年 - 1858年） - トルコ系イスラーム王朝。

## 現在

### インドのイスラム教人口
インドでのイスラム教徒人口は、2014年の時点で1億8000万人を超えているとされる。イスラム教徒人口はインドネシアの約2億人、パキスタンの1億7000万人に続いて世界第3位であり、イスラム教はインド国内でヒンドゥー教に次ぐ勢力を持っている（インド、パキスタン、バングラデシュのイスラム教徒の人口数は合計で4億8000万人を超えており、南アジアは世界で最もイスラム教徒が多い地域となっている）。
ただ、億単位の人口といえど、約13億人を数えるインドにおいては、人口比でいえばインドのムスリムは基本的にヒンドゥー教徒よりも少数派である。ヒンドゥー教徒がインド人の約80%を占めるのに対し、イスラム教徒は約13%ほどである。イスラムが多数派となっているインドの州はジャンムー・カシミール州のみである。

### イスラム主義とテロリズム
近年はイスラム主義組織の活動が活発化しており、イスラム主義団体にはインド学生イスラーム運動、インディアン・ムジャーヒディーンなどがある。またパキスタンとの印パ戦争やカシミール紛争などの関係でもイスラム団体が活動している。
テロも多数発生しており、2006年7月11日にはムンバイ列車爆破事件が発生、2008年11月にはムンバイ同時多発テロ、2013年7月7日にはブッダガヤ爆弾テロ事件などが発生している。

### イスラームへの迫害
現代のインドにおいて、ムスリムは少数派であるため、迫害を受けることがある。民族義勇団など、ヒンドゥー至上主義を掲げる集団がインドにはいくつか存在し、それらに所属する政治家の中には、イスラム教に対する憎悪を煽る演説を行う者もいる。
イスラム教徒とヒンドゥー教徒の大規模な争いも起こっており、2002年には、グジャラート州でヒンドゥー教徒によりイスラム教徒が1000人（あるいは2000人）以上も殺害された事件が発生した。これはインド当局に黙認された可能性があり、グジャラート州のナレンドラ・モディ政権は西側諸国から「犯罪政権」と見做された。後の裁判で、モディ自身は事件に関与していないとされたが、一部側近は事件に関与したと判断された。
また、インド人民党（BJP）は、バーブリー・マスジド（暴徒化したヒンドゥー教徒が1992年12月6日に破壊したイスラム寺院）の跡地にヒンドゥーの寺院を建設すると表明しており、宗教対立がエスカレートする危険が指摘されている。なお、ヒンドゥー教徒側は「バーブリー・マスジドは、元々はヒンドゥーの寺院を破壊して建てられたもの」と考えており、ヒンドゥーの寺院建設は「再建」と主張している。
ヒンドゥー至上主義者によるイスラームへの迫害は、インド・パキスタン分離独立以来対立的だったインド・パキスタン関係だけでなく、他のイスラーム諸国との関係にも影響を与えている。2022年、BJP報道官のヌプール・シャルマがイスラームの預言者ムハンマドを侮辱したとされる発言がインターネットで拡散して中東諸国やインドネシアでインドへの批判が広まり、BJPはシャルマとそれに同調した幹部を処分した。